# 화웨이 워치
화웨이 워치(Huawei Watch)는 화웨이가 개발한 안드로이드 웨어 기반의 스마트워치이다. 2015년 3월 1일 2015 모바일 월드 콩그레스에서 발표되었으며 2015년 9월 2일 베를린 국제가전박람회에서 출시되었다. 화웨이 최초의 스마트워치이다.

## 하드웨어
화웨이 워치의 폼 팩터는 42 나노미터(1.4 인치)의 AMOLED 화면을 지원하는 전통적인 원형 디자인의 시계에 기반을 둔다. 화면 해상도는 400 x 400 픽셀(285.7 ppi)이다.
이 시계는 1.2 GHz 퀄컴 스냅드래곤 400 프로세서를 사용한다. 모든 버전의 화웨이 워치는 512MB의 램, 4GB의 내부 스토리지를 포함하고 있다.

## 소프트웨어
이 시계는 안드로이드 웨어 운영 체제를 선 탑재하였으며 iOS 8.2 이상과 안드로이드 4.3 이상의 장치와 호환된다. 현재 구글 나우 음성 명령을 지원한다. 이 시계는 통화를 처리하고 메시지와 이메일을 받을 수 있다.

## 같이 보기
- 웨어러블 컴퓨터
- 마이크로소프트 밴드
- 애플 워치
- 페블